# Carl-Eduard von Bismarck
Carl-Eduard Otto Wolfgang Jayme Anders Graf von Bismarck-Schönhausen (* 16. února 1961 Curych) je podnikatel a bývalý německý politik.

## Život
Carl-Eduard von Bismarck je potomkem říšského kancléře Otto von Bismarcka. Narodil se v roce 1961 jako nejstarší syn Ferdinanda von Bismarck a jeho ženy Elisabeth Bismarck v Curychu.
Po maturitě v roce 1982 a následné vojenské službě absolvoval v letech 1985 až 1987 školení na bankovního úředníka. Po jeho absolvování studoval mezinárodní hospodářské vztahy a obchod. Od roku 1989 pracuje jako firemní poradce u různých firem. Od roku 2010 ve vlastní poradenské firmě. Od roku 1993 vede Fürstlich von Bismarck'sche Verwaltung (Knížecí von Bismarckovskou správu).

### Politika
V roce 1995 vstoupil Bismarck do CDU a byl od roku 1997 do roku 2007 zastupující předseda krajské CDU v Herzogtum Lauenburg. Od roku 1998 do roku 2007 byl členem zastupitelstva v obci Aumühle. V dubnu 2005 nahradil v Bundestagu poslance Petera Harry Carstensena. Při volbách do Bundestagu v roce 2005 se stal přímo zvoleným poslancem pro okrsek Herzogtum Lauenburg – Stormarn-Süd.